# Blairo Maggi
Blairo Borges Maggi GCMTGV • GOMM • GOMA (Torres, 29 de maio de 1956) é um engenheiro agrônomo, empresário e político brasileiro filiado ao União Brasil (UNIÃO). Foi o 53.º governador de Mato Grosso de 2003 a 2010 e senador da República pelo mesmo estado de 2011 até maio de 2016. Exerceu a função de ministro da Agricultura, Pecuária e Abastecimento do governo Michel Temer, de 12 de maio de 2016 a 1º de janeiro de 2019.

## Biografia

### Formação acadêmica e início da carreira
Graduado em Agronomia pela Universidade Federal do Paraná, Blairo chegou a Mato Grosso para plantar soja em Itiquira, no sul do estado. O negócio prosperou, dando origem ao atual Grupo Amaggi fundado por Blairo, um dos grupos empresariais que mais produzem e exportam soja do País bem como com negócios em diversas atividades econômicas, incluindo logística de transportes, pecuária e produção de energia elétrica.

### Desenvolvimento como agrônomo e como empresário
O pai de Blairo, André Antônio Maggi, havia fundado em 1973 a Sementes Maggi, uma produtora de sementes de soja cujo cultivo começava a avançar pelo cerrado e produtora a qual tornou-se depois o Grupo Amaggi fundado por Blairo e o qual é um dos principais acionistas junto de sua mãe Lúcia, do cunhado Itamar Locks e da irmã Marli.

#### Posição da família Maggi em empreendedorismo
Os Maggi foram os líderes mundiais na produção de soja nos 1990 e início dos 2000, o que rendeu ao político a fama de "rei da soja". Em 2014, segundo a revista Forbes, a família era a sétima mais rica do país, sendo Blairo o segundo político mais rico do Brasil.
Considerado o maior produtor individual de soja do mundo, Blairo Maggi (através do Grupo Amaggi) é responsável por 5% da produção anual do grão brasileiro. Na safra de 2005/2006 perdeu o título para seu primo Eraí Maggi Scheffer, presidente do Grupo Bom Futuro.

##### Escravidão moderna
No fim dos anos 80, de acordo com documento confidencial da Polícia Federal (DPF) em Mato Grosso, na fazenda nomeada Gleba Jarinã de André Maggi, pai do ex-ministro, foram encontrados trabalhadores em situação análoga à escravidão. No relatório, obtido a partir do Instituto Brasileiro de Defesa Florestal (IBDF), órgão anterior ao Instituto Brasileiro do Meio Ambiente e dos Recursos Naturais Renováveis (IBAMA), que fiscalizava sobre desmatamento ilegal na propriedade, um dos trabalhadores (chamado José Laerton da Rocha) relatou ter sido chicoteado por um empreiteiro de André Maggi. Além disso, foram encontradas pessoas trabalhando contra a própria vontade, sofrendo “maus tratos” e doentes.

### Vida pública

#### O início
Blairo ingressou na política como suplente do senador Jonas Pinheiro, ocupando o posto de primeiro suplente do senador eleito em 1994. Naquela época, era filiado ao antigo Partido Progressista (PP). A proximidade com o senador refletiu em todo o seu governo eleito em 2002. Governou Mato Grosso de 2003 a 2007, tendo sido reeleito para o termo 2007-2010.

#### Primeira campanha pelo governo de Mato Grosso
Em 2002, ao postular pela primeira vez o governo de Mato Grosso, admitiu preferir a candidatura de Luiz Inácio Lula da Silva à Presidência da República em relação ao seu então correligionário Ciro Gomes, indicado pelo Partido Popular Socialista (PPS; atual Cidadania). Eleito com 51% dos votos, priorizou os investimentos em infraestrutura no estado, tendo pavimentado mais de mil quilômetros de rodovias estaduais.
Em 2003 e 2004, Maggi foi duas vezes condecorado pelo presidente Lula, sendo admitido pelo mesmo ao grau de Grande-Oficial especial respectivamente da Ordem do Mérito Aeronáutico e da Ordem do Mérito Militar.

#### Campanha pela reeleição
Por apoiar oficialmente a reeleição do petista contra a campanha de Ciro, quatro anos depois, ao se reeleger governador, deixou o PPS e filiou-se ao Partido da República (PR, atual Partido Liberal), meses depois. Participou, assim, da base de sustentação política, como governador, no segundo governo Lula. Nesta época, o Greenpeace o elegeu o rei do desmatamento e lhe concedeu o prêmio Motoserra de Ouro. Como senador, no início do primeiro governo Dilma, continuou apoiando o PT, tendo sido, inclusive, cotado para assumir o Ministério dos Transportes na época. Opôs-se a ela, contudo, sobretudo no seu segundo governo, apoiando o prosseguimento do processo de Impeachment que depôs a Presidente. Nesta feita, deixou o PR e se filiou ao PP para compor o governo Michel Temer.

#### À frente do governo
Em 2008, Maggi criou o programa denominado MT Legal, que visa estimular a regularização e legalização fundiária, além de monitorar as propriedades rurais do seu estado através de imagens de satélite. Todavia, o estado de Mato Grosso não só continua incluído no chamado "Arco do Desmatamento" (a parte da Amazônia Legal que mais perde área florestada) como o ritmo do desmatamento do estado dobrou (depois do seu governo), entre agosto de 2012 e julho de 2013. Mato Grosso foi o estado que mais desmatou, depois do Pará, respondendo por 621 km² dos 2.007 km² de acréscimo à área devastada, nesse período.
Foi considerado pela Revista Época um dos 100 brasileiros mais influentes de 2009.
Também em 2009, a Revista Forbes considerou o empresário como 62º entre os 67 líderes mais influentes do mundo. Entre os critérios avaliados pela revista estão o grau de influência sobre outras pessoas, capacidade de liderança, importância econômica e as áreas de atuação que, no caso de Maggi, são política, industrial, na produção de alimentos e na logística de transportes.
Desfiliou-se do Partido Popular Socialista (PPS) por apoiar a reeleição do presidente Lula em 2006 a troco da renegociação de dívidas dos produtores rurais brasileiros com o Banco do Brasil e a prerrogativa de indicar ou vetar nomes para alguns cargos no governo federal, entre outros entendimentos candidamente expostos pelo governador na campanha pela reeleição de Lula.
Renunciou ao cargo para poder ser candidato ao Senado Federal.

#### No Senado
Em 2010, foi eleito com mais de um milhão de votos para compor o Senado Federal pelo Mato Grosso. Foi seguido, então, por Pedro Taques, eleito com ele, que por sua vez recebeu pouco mais de 700 mil votos.
Em 27 de fevereiro de 2013, Blairo assumiu a presidência da Comissão de Meio Ambiente, Fiscalização e Controle do Senado Federal, apesar da resistência dos parlamentares ligados ao movimento ambientalista.
Em novembro de 2015, anunciou seu ingresso ao Partido do Movimento Democrático Brasileiro (PMDB). Porém meses depois, em março de 2016, recuou na decisão e confirmou que continuaria no Partido da República (PR), ao menos até as eleições de 2016.

#### Ministro da Agricultura, Pecuária e Abastecimento
Em maio de 2016, filiou-se ao Partido Progressista (PP) a fim de representar o partido no governo Michel Temer, assumindo o Ministério da Agricultura, Pecuária e Abastecimento. Técnico na área, Maggi assumiu a pasta no lugar de Kátia Abreu, com o desafio de atender ao segmento que responde por mais de um quarto do PIB brasileiro: o agronegócio.
Logo após sua posse o ambientalista Daniel Nepstad afirmou que Blairo Maggi fará sim uma agenda ambiental brasileira, vez que, quebrou paradigmas ao sair das críticas que recebeu em 2005 - quando o Greenpeace entregou um prêmio ao empresário denominado "Motosserra de Ouro". Conforme cita o ambientalista, Blairo foi responsável por levar uma delegação de 35 pessoas à Bali, em 2007, para participar da Conferência para Acordo do Clima (COP). Fruto dessa experiência, Maggi estipulou um ambicioso plano de redução do desmatamento em Mato Grosso, e no ano de 2009 conseguiu abaixar as taxas em 87%.[carece de fontes?] Trabalho que o credencia para o desempenho da nova função, por mostrar que desenvolvimento e produção podem sim caminhar lado a lado com o meio ambiente.
À frente da pasta, Maggi lançou o Plano Agro+ no intuito de reduzir a burocracia de diversos processos do setor, assim como de atualizá-los. A iniciativa foi a primeira, entre os Ministérios do novo governo, criada com essa intenção. As medidas incluíram redução da fiscalização sanitária, poucos meses antes da Operação Carne Fraca. Em setembro do mesmo ano, em viagem oficial à China, expressou o objetivo de expandir em mais de 3% a participação brasileira no comércio mundial de alimentos num prazo de cinco anos, saindo dos então 7% e alcançando 10%. Na ocasião, fez críticas às restrições chinesas, como a demora na habilitação de novas plantas, que, segundo ele, ocorreriam para impor a compra de produtos chineses pelo Brasil.
Após o escândalo provocado pela Operação Carne Fraca, que evidenciou as falhas nas fiscalizações sanitárias, corrupção e fraudes, as exportações brasileiras de carne caíram 19%.
No dia 2 de maio de 2018 a Procuradoria Geral da República denunciou Blairo Maggi por corrupção ativa no esquema de compra e venda de vagas no Tribunal de Contas do Mato Grosso (na época Maggi era Governador do Estado). O ministro já havia afirmado que não seria candidato ao senado - já que seu mandato se encerra em 2018 - e fica no Ministério da Agricultura até dezembro de 2018. A assessoria de imprensa de Maggi divulgou mensagem afirmando que "por estes motivos é que (eu, Blairo Maggi) estou deixando a vida pública no final do meu mandato".
Findo o governo Michel Temer, Blairo Maggi esteve entre os primeiros a serem admitidos na recém-criada Ordem do Mérito do Trabalho Getúlio Vargas, sendo elevado ao seu último grau, a Grã-Cruz, em novembro de 2018 por Temer.

## Vida pessoal
De ascendência paterna alemã e italiana, Blairo é casado com Terezinha Maggi, e possui com ela três filhos: André, Belisa e Ticiane.

## PrêmioMotosserra de Ouro
Em 2005, quando governava Mato Grosso, Blairo foi contemplado com o antiprêmio Motosserra de Ouro, criado pela ONG ambientalista Greenpeace, por sua relevante contribuição ao desmatamento e à destruição da Floresta Amazônica. No entanto, Maggi se recusou a receber o prêmio, que seria entregue pela Mulher Samambaia durante um movimentado evento conduzido pelo Repórter Vesgo.
O desmatamento do ano ficou em cerca de 24 597 km², dos quais mais de 48% apenas no estado governado por Blairo. Maggi chegou a afirmar que "Esse negócio de floresta não tem o menor futuro".
Quatro anos após, em 2010, o Greenpeace novamente presenteou o governador Maggi - dessa vez, com uma caixa de bombons de cupuaçu, fruto de uma árvore originária da Amazônia brasileira. Maggi foi premiado por implementar o programa MT Legal,  criado por ele mesmo em 2008 com a finalidade de promover o licenciamento ambiental e o uso de tecnologias de controle do uso do solo através de imagens de satélite, além de fiscalizar as atividades desenvolvidas nas propriedades rurais, de modo a preservar matas ciliares e nascentes e afinal reduzir o passivo ambiental do seu estado.[carece de fontes?] Até outubro de 2011, segundo informado no site de Blairo Maggi, o programa havia cadastrado 20 milhões de hectares de propriedades - cerca de metade da área de produção agrícola de Mato Grosso.

## Operação Malebolge
Em 14 de setembro de 2017, foi alvo de uma operação da Polícia Federal em conjunto com o Ministério Público Federal batizada como "Operação Malebolge", com cumprimento de mandados de busca e apreensão expedidos pelo Supremo Tribunal Federal (STF) em endereços do ministro. A Operação Malebolge é uma sequência da Operação Ararath, que investiga desvio de dinheiro público e lavagem de dinheiro por meio de factorings clandestinas.
O procurador-geral da República, Rodrigo Janot, afirmou que Blairo Maggi solicitou ao então presidente do BicBanco (hoje Banco Industrial e Comercial), José Bezerra de Menezes, que fizesse empréstimos ao ex-secretário Eder de Moraes para cobrir um desfalque de 130 milhões de reais deixados pela gestão de Maggi como governador de Mato Grosso (MT).

## Controvérsias
Durante a Operação Carne Fraca, como Ministro da Agricultura, Blairo anunciou medidas que chamou de “desburocratização do agronegócio”, cujo ponto fundamental foi a redução da fiscalização sanitária. Blairo Maggi afirmou que "Temos de confiar mais nas empresas que fazem. Quem vai penalizar as empresas, uma vez erradas, pegas numa infração, é o sistema de fiscalização, mas é principalmente o mercado que tem de punir aquele que faz as coisas erradas". Poucos meses após o anúncio, a Operação Carne Fraca se tornou conhecida, evidenciando a corrupção sistêmica dos agentes e processos que deveriam garantir a qualidade da carne e de seus derivados.
Durante a 22ª Conferência do Clima em Marrakech, um dos encontros mais importantes da ONU, o ministro minimizou o conflito agrário, afirmando, sobre o número de mortes de ambientalistas no ano, que "é só 50". Naquele ano houve, no mundo, 200 mortes do tipo, sendo 50 no Brasil, o que fez do país o campeão mundial de assassinato de ambientalistas.
Também afirmou que o meio ambiente era protegido pela "consciência dos agricultores" que, segundo ele, seria maior que a lei. Alguns meses antes Blairo havia proposto o fim do licenciamento ambiental, ainda durante a comoção iniciada após o Rompimento de barragem em Mariana, da mineradora Samarco, que causou prejuízos ambientais bilionários e dezenas de mortes.